# Якшині з Дідарганджу
Якшині з Дідарганджа (англ. Didarganj yakshi, гінді दीदारगंज यक्षी) — давньоіндійська кам'яна скульптура жінки в натуральну величину, статуя якої датується з III по II століття до н. е. Експерти висувають кілька гіпотез стосовно того, кого зображає ця скульптура. Найбільш поширеною та популярною є гіпотеза про те, що це статуя Якшині — божественного духа природи. Згідно з іншими версіями, в статуї зображена дружина правителя або ж скульптура уособлює жіночу красу при царському дворі (сурасундарі).
Статуя знайдена на берегах Гангу в 1917 році біля місцевості Дідаргандж (поруч із містом Джамалпур, штат Біхар), від якої вона отримала свою назву. Якшині з Дідарганджа зберігається в Музеї Біхара в Патні.

## Рання індійська скульптура

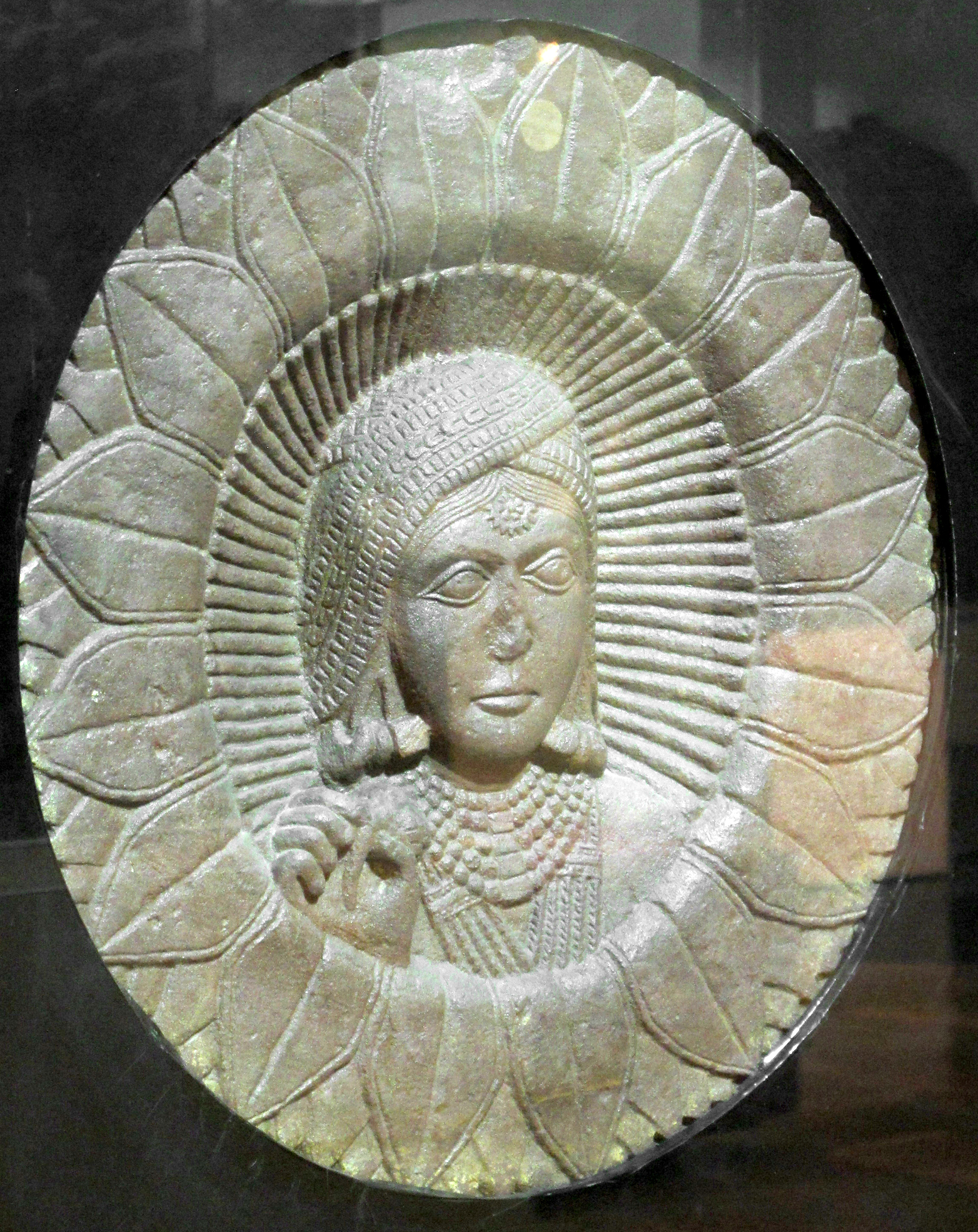
Портрет якши на барельєфі ступи в Бхархуті, Індія, II століття до н.е. З колекції Музею Бхопала

Зображень людей, міфічних персонажів або богів ведійського періоду до сьогодні майже не збереглося. З одного боку, це пояснюється тим, що, імовірно, тоді поклонялися образам, виконаним із нестійких матеріалів. З іншого боку, релігійний культ був орієнтований на необразотворчі об'єкти, такі, як магічні діаграми — янтри і мандали. Формування художніх образів божеств і міфічних персонажів можна простежити з середини маурійського періоду в IV—II століттях до н. е. Збереглися різноманітні пам'ятки образотворчого мистецтва того часу. Зокрема, монументальна скульптура, висічена з каменю, дрібні теракотові голівки і цілі фігурки людей. Популярними людиноподібними персонажами того часу були якши і якшині (духи природи).
Характеризуючи духів природи, можна сказати, що всі якши і якшині мають фізично розвинене тіло. Вони зображуються з опуклим животом і округлими рисами тіла, що нагадує про зв'язок ожиріння з ідеєю родючості. Якшині з Дідарганджа також має пишні жіночі форми, що підкреслюють її спорідненість з богинею родючості. У статуї можна виявити не тільки міфічні риси, які є наслідком фольклорного стилю, але і світські риси, які відображають стиль царського двору, помпезність і монументальність. В цілому образ Якшині свідчить про прагнення скульптора до урочистості, конкретності і безпосередності в зображенні жінки.

## Відкриття статуї та її доля
Скульптура Якшині була виявлена 18 жовтня 1917 року на березі Гангу (25°34′18″ пн. ш. 85°15′45″ сх. д. / 25.571667° пн. ш. 85.2625° сх. д.) біля Дідарганджа поруч з містом Джамалпур. Згідно з листом Волша, британського уповноваженого в справах міста Патна, богослов Гулам Расул (Ghulam Rasul) побачив у прибережних пісках Гангу кам'яний уламок, який стирчав із піску. Почавши його розкопувати, Гулам виявив скульптуру, після чого вона була доставлена владі. Інша версія виявлення Якши виникла на основі секретного звіту інспектора поліції від 20 жовтня 1917 року. На березі Ганга представники касти недоторканних дхобі прали одяг для своїх клієнтів. Прання відбувалося на кам'яній плиті, що багато років стирчала із землі. Одного разу сільські жителі, переслідуючи змію, помітили, що вона прослизнула в нору біля плити. Розкопавши нору, переслідувачі виявили, що плита є основою дивовижної статуї. Неграмотні жителі вирішили, що перед ними мурті богині, оскільки в околицях розташовувалося безліч храмів на честь Калі і Дурги. Статуї було споруджено тимчасове святилище з бамбуковим навісом, в якому місцеві жителі стали здійснювати поклоніння їй. Знахідка привернула увагу Спунера (Spooner), директора колоніального Музею в Патні, який визнав у ній стародавню скульптуру. Спунер вважав, що перед ним або якшині, або «небесна красуня». Зусиллями поліції артефакт був вилучений зі святилища і переданий на зберігання в Музей Біхара. Конфіскація об'єкта поклоніння досі викликає полеміку в індійському професійному співтоваристві. Індолог Тапаті Гуха-Тхакурта з Центру досліджень у сфері суспільних наук (Калькутта) в роботі «Наші боги, їх — музеї: суперечливі кар'єри предметів мистецтва Індії» зазначає неоднозначне ставлення колоніальної влади Великої Британії до давніх релігійних артефактів.
Якшині як предмет мистецтва пережила кілька етапів у своїй «біографії». Скульптура пройшла шлях від експоната аматорської археології до національного шедевра та символу індійської жіночності, а потім стала міжнародним «емісаром» давньоіндійського мистецтва і культури. У рік здобуття Індією незалежності (1947 рік) скульптура вирушила на свою першу «Виставку мистецтва домініонів Індії та Пакистану» в Лондон. Після повернення за рік вона посіла місце в колекції Національного музею в Делі. У 1980-х роках предмет мистецтва знаходився в турне по Франції і США. Скульптура брала участь у міжнародних виставках за кордоном у «рік Індії». Зокрема, Якшині виставлялася в Національній галереї мистецтва у Вашингтоні 1985 року, де в ході перевезення їй був відбитий ніс. Тим не менш, скульптура Якшині і далі вважається неповторним зразком монументального мистецтва, що свідчить про високий рівень розвитку індійської цивілізації. На думку деяких індійських учених, доля цього археологічного об'єкта відображає еволюцію статусу давньоіндійського мистецтва: колоніальна «старовина», національний шедевр і міжнародний символ індійського мистецтва. В честь Якши в 1985 році урядом Індії була випущена поштова марка номіналом в одну рупію.

## Скульптура якшині
Скульптура заввишки 1,58 метра стоїть на п'єдесталі в 0,53 метра. Статуя зроблена з кам'яної породи, званої «чунарською» (chunar). Це червонуватий зернистий твердий пісковик, що видобувається біля міста Чунар штату Уттар-Прадеш (25°06′20″ пн. ш. 82°51′36″ сх. д.). З неї ж складаються інші відомі культурні пам'ятки Індії, такі як колони Ашоки і Собор Святого Павла в Калькутті.
Якшині — жіноча фігура, висічена з цільного шматка каменю. Статуя має повні, округлі риси тіла, виражені жіночі груди, широкі стегна і вузьку талію. Голова Якшині прикрашена гребенем для волосся, з вух звисають великі сережки з потрійними кільцями. На шиї видно перлове намисто, а також подвійний ланцюжок спадає нижче грудей. Стегна охоплені поясом із п'ятьма шнурами, кісточки прикрашають важкі ножні браслети. Якшині одягнена в традиційний індійський одяг дхоті, схематичні складки якого дають ефект прозорого одягу.
Якшині уособлює ідеал жіночої краси Стародавньої Індії. Згідно з давнім каноном краси, шию Якшині прикрашають три шкірні складки (griva trivali) і три складки на животі (katyavali). У правій руці вона тримає чамару — ритуальне опахало з волосся хвоста яка. Звідси пішла друга назва статуї — «та, що тримає чамару» (Chauri-bearer). Ліва рука в скульптури відсутня. Вираз обличчя Якшині припускає, що вона уважно спостерігає за якоюсь подією чи чиїмись діями. Верхня частина тулуба в напруженні злегка нахилена вперед. Праве коліно трохи зігнуте, немов під вагою опахала Якшині припала на ногу. Лінії тіла і контури фігури висічені скульптором ідеально без порушення основних пропорцій. Зовнішній вигляд передає царську гідність і елегантність. Скульптура ретельно відполірована, що посилює враження від ідеальних ліній тіла.
Статуя Якшині вважається символом давньоіндійського мистецтва, порівнянного з грецькою Венерою Мілоською, що датується пізнішим періодом (між 130 і 100 роками до н. е.). Деякі мистецтвознавці вважають, що на фігуру Якшині вплинула творчість елліністичних скульпторів, які потрапили до Індії після завоювань Олександра Македонського. Греки підтримували зв'язки в регіоні з греко-бактрійським (250-125 роки до н. е.) та індо-грецьким (180 рік до н. е. — 10 рік н. е.) царствами, що відбилося на мистецтві імперії Маур'їв (321—185 роки до н. е.). Іконометричні дослідження показали, що оголені скульптури періоду Маур'їв мало відрізняються від грецьких скульптурних ідеалів з точки зору пропорцій людського тіла. Обробка скульптором каменю, що дозволяє через прямі геометричні лінії створити ефект прозорою одягу, визнана елліністичної технікою. Зразки ранньої скульптури Стародавньої Індії, які свідчать про те, що подібна техніка могла народитися самостійно, не знайдені. Таким чином, Якшині з Дідарганджа має коріння в пізній архаїці Стародавньої Греції.

## Галерея зображень Якшині
|  |  |  |